# Les Cavaliers de l'orage
Pour plus de détails, voir Fiche technique et Distribution.
Les Cavaliers de l'orage est un film français réalisé par Gérard Vergez, sorti en 1984.

## Synopsis
Un médecin polonais, Marie Castaing, est l’épouse du commandant Castaing, officier de cavalerie tenant garnison en Haute provence. Jason, un maquignon contrebandier et son jeune frère Ange, lui fournissent annuellement des chevaux. En 1914, Jason part pour la guerre après avoir échangé un baiser avec Marie… En 1915, il combat sur le front oriental des Dardanelles et fait la connaissance du lieutenant Gorian. Marie devenue veuve s’est engagée comme médecin militaire. Ange lui apporte une lettre de son frère. Tous deux cherchent Jason…

## Fiche technique
- Titre original : Les Cavaliers de l'orage
- Réalisation : Gérard Vergez, assisté de Ronald Chammah
- Scénario : Daniel Boulanger, Gérard Vergez
- D'après le roman de : Jean Giono, Deux cavaliers de l'orage
- Musique : Michel Portal
- Coordinateur des combats et des cascades : Claude Carliez et son équipe
- Production : Tarak Ben Ammar
- Pays :  France /  Yougoslavie
- Durée :  100 minutes
- Date de sortie : France : 15 février 1984

## Distribution
- Marlène Jobert : Marie Castaing
- Gérard Klein : Jason
- Vittorio Mezzogiorno : Gorian
- Wadeck Stanczak : Ange
- Pinkas Braun : Col. Debars
- Agnès Garreau : Émilie
- Jerzy Mierzejewski : Père de Marie
- Hanns Zischler : Castaing
- Jean Amos : Photographer
- Dominique Besnehard : Capt. Blott
- Rajko Bundalo : Russian soldier
- Danci Cvitanovic : mère de Jason
- Esther Fanton : Fille brune
- Duan G. Jorgjovski : Marat
- Ivo Jurica : Maj. Butler